# Hesperange
Hesperange (lb. Hesper, niem. Hesperingen) − miejscowość i gmina (gemeng / commune / Gemeinde) w południowo-zachodnim Luksemburgu, w kantonie Luksemburg. Do 3 października 2015 gmina leżała w dystrykcie Luksemburg. Siedziba administracyjna gminy znajduje się w miejscowości Hesperange. Liczy 16 433 mieszkańców (1 stycznia 2023). 

## Podział administracyjny
Do gminy należy osiem miejscowości, w tym pięć (Uertschaft) oraz trzy lieu-dit:
1. Alzingen (Alzeng)
2. Fentange (Fenteng / Fentingen)
3. Hesperange (Hesper / Hesperingen)
4. Howald (Houwald)
5. Itzig (Izeg)
6. Itzigersté (Izeger Stee), lieu-dit
7. Moulin de Gantenbein (Gantebeensmillen / Gantenbeinsmühle), lieu-dit
8. Sandweiler-Gare, lieu-dit

## Współpraca
Miejscowości partnerskie:
- Malchin, Niemcy
- Szerencs, Węgry